# Mary Ann McSweeney
Mary Ann McSweeney (* 27. April 1962 in Santa Cruz, Kalifornien) ist eine amerikanische Kontrabassistin und Komponistin, die hauptsächlich im Bereich des Jazz hervorgetreten ist.

## Leben und Wirken
McSweeney erhielt eine klassische Musikausbildung; mit fünf Jahren erhielt sie ersten Klavierunterricht, mit acht Jahren kam die die Geige dazu. Als Jugendliche trat sie zunächst als Pianistin auf, bevor sie in der Junior High School zum E-Bass wechselte, kurz darauf dann zum Kontrabass. Mit 16 Jahren trat sie auf dem Monterey Jazz Festival in einer Big Band auf, die von Thad Jones und Mel Lewis geleitet wurde. Sie studierte Musik am California State Northridge College in Los Angeles, wo sie die Möglichkeit hatte, Unterricht bei Ray Brown zu nehmen. Später war sie Schülerin von John Clayton. Ein wichtiger Mentor war Richie Beirach.
Während der 1980er Jahre arbeitete sie in den Jazzclubs von Los Angeles, aber auch auf Festivals; daneben war sie als Studiomusikerin aktiv. 1993 zog McSweeney gemeinsam mit dem Posaunisten Mike Fahn, den sie heiratete, nach New York. Dort spielte sie in zahlreichen Broadway-Shows, spielte in Clubs mit Lynne Arriale, Dizzy Gillespie, Donny McCaslin, Rick Margitza, Diva sowie Jimmy Witherspoon und trat auch in Europa auf. Daneben spielte sie klassische Musik in Ensembles unter der Leitung von Leonard Bernstein, Lalo Schifrin oder John Williams. Des Weiteren leitete sie eigene Gruppen, mit denen sie die Alben Thoughts of You (2001) und Swept Away (2002) vorlegte, und trat auch in den Bands ihres Mannes (East and West) auf. Sie ist auch auf Tonträgern von Claire Daly, von Janette Mason und von Nana Simopoulos zu hören.